# Julio Antonio Correa
Julio Antonio Correa (nacido el 20 de febrero de 1945 en la provincia de Santa Fe) es un exfutbolista argentino. Jugaba como mediocampista y debutó en Huracán Fútbol Club de Vera (Santa Fe).

## Carrera
Inició su carrera en Huracán de Vera, disputando torneos regionales en la provincia de Santa Fe; siendo aún joven, fue fichado por Colón, equipo de la Primera División de Argentina. En el año 1970 fue transferido a Rosario Central, incluido en la transferencia de Agustín Balbuena al cuadro rosarino. Su debut oficial fue el día 4 de marzo, cuando Central derrotó 4-2 a Huracán en el cotejo de ida por los dieciséisavos de final de la Copa Argentina 1970; Correa marcó uno de los goles canallas. Durante esa temporada vistió la casaca auriazul en 24 oportunidades, marcando dos goles y logrando el subcampeonato en el Nacional.
Prosiguió su carrera por Vélez Sarsfield (1971), Atlanta (1972), Once Caldas (1973), Central Córdoba de Rosario (1973), Instituto de Córdoba (1974) y Almafuerte de Las Varillas (1975).

## Clubes
| Club                      | País      | Año       |
| ------------------------- | --------- | --------- |
| Huracán (Vera)            | Argentina | 1966-1967 |
| Colón                     | Argentina | 1968-1969 |
| Rosario Central           | Argentina | 1970      |
| Vélez Sarsfield           | Argentina | 1971      |
| Atlanta                   | Argentina | 1972      |
| Once Caldas               | Colombia  | 1973      |
| Central Córdoba (Rosario) | Argentina | 1973      |
| Instituto                 | Argentina | 1974      |
| Almafuerte (Las Varillas) | Argentina | 1975      |